# Kirkcowan
Kirkcowan ist eine Ortschaft in der schottischen Council Area Dumfries and Galloway beziehungsweise der traditionellen Grafschaft Wigtownshire. Sie liegt rund elf Kilometer südwestlich von Newton Stewart am linken Ufer des Tarf Water am Nordrand der Halbinsel The Machars.

## Geschichte
Im Spätmittelalter zählten die Ländereien südlich von Kirkcowan zu den Besitztümern des Clans Dunbar. Mit dem Tower House Old Place of Mochrum errichtete der Clan im späten 15. Jahrhundert ihren Clansitz. Vermutlich gegen Ende des 16. Jahrhunderts wurde an der Südseite ein zweites Tower House hinzugefügt. Ebenfalls ein Tower House, jedoch aus dem 16. Jahrhundert bildete die Keimzelle des westlich von Kirkcowan gelegenen Herrenhauses Craichlaw House. Vermutlich im 17. oder 18. Jahrhundert erhielt Kirkcowan eine Kirche. Die heutige Kirkcowan Parish Church wurde dann im Jahre 1834 erbaut.
Während im Jahre 1881 noch 671 Personen in Kirkcowan lebten, wurden im Rahmen der Zensuserhebung 1981 nur noch 354 Einwohner gezählt.

## Verkehr
Kirkcowan ist über eine Nebenstraße an die nördlich passierende A75 (Stranraer–Gretna Green) an das Fernstraßennetz angebunden. Im Laufe des 19. Jahrhunderts erhielt Kirkcowan einen eigenen Bahnhof entlang der Portpatrick and Wigtownshire Joint Railway der Caledonian Railway. Die Strecke wurde jedoch im Zuge der Beeching-Axt im Jahre 1965 aufgegeben.